# Lilian Bourgeat
Pour les articles homonymes, voir Bourgeat.
Lilian Bourgeat, né en 1970 à Saint-Claude dans le Jura, est un artiste contemporain qui vit et travaille à Brignogan.
Il a étudié à l'école nationale supérieure d'art de Dijon de 1989 à 1994. Il est spécialisé dans le sur-dimensionnement d'objets du quotidien, leur donnant une dimension surprenante, burlesque, ludique,,,. Il serait inspiré par les créations de Claes Oldenburg.

## Collections publiques
- FRAC Bourgogne, Dijon.
- FRAC-Artothèque du Limousin, Limoges.
- FRAC Languedoc-Roussillon, Montpellier.
- Établissement Public Paris La Défense : Banc public (œuvre initialement présentée dans l'exposition Les extatiques et finalement acquise et installée de façon pérenne)[6]

## Expositions personnelles
- Lilian Bourgeat, Galerie Perrotin, Paris (1999)[7]